# Arte naïf
Per arte naïf (dal francese naïf, ossia "ingenuo") si intende un certo tipo di produzione artistica priva di legami con la presente realtà culturale e accademica della società in cui è prodotta. Essa tende a rappresentare gli aspetti comuni della vita quotidiana in modo semplice, ingenuo ed istintivo.

## Caratteristiche
L'artista naïf è di solito autodidatta, privo di specifica formazione artistica, di livello culturale ed estrazione sociale modesti; raramente, almeno in origine, era professionista. Le opere naïf, generalmente dipinti, sono caratterizzate da una notevole semplificazione concettuale e da una certa modestia tecnica ed esecutiva, sia nel disegno che nella stesura del colore e nell'impianto prospettico e compositivo d'insieme. Il tema predominante è la rappresentazione della realtà sociale più umile e quotidiana, generalmente in chiave favolistica, poetica o magica.
L'arte naïf possiede comunque una certa consapevolezza delle sue caratteristiche, distinguendosi in ciò dall'arte primitiva (anche se essa è talvolta indicata come «arte neoprimitiva»), oltre che serietà e rigore sufficienti a porla su un altro piano rispetto all'arte dilettantistica.

## Storia
Questo particolare approccio all'arte assunse rilevanza storica a partire dalla fine del XIX secolo, quando Rousseau il Doganiere espose opere di tale impostazione al Salon des Indépendants del 1886, suscitando interesse ed ammirazione da parte dei letterati Alfred Jarry e Guillaume Apollinaire, oltre che, anni più tardi, del giovane Pablo Picasso, al pari di quanto avveniva in quegli stessi decenni per l'arte primitiva.

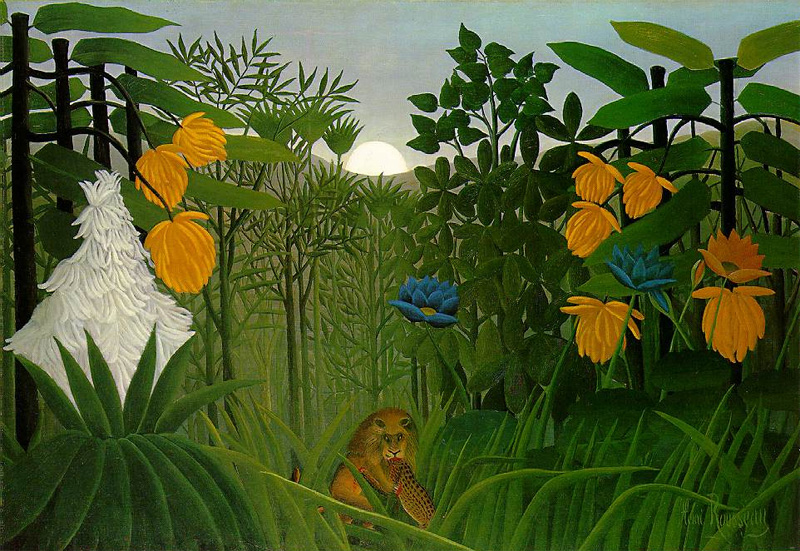
Henri Rousseau, Il pranzo del leone, 1907 (New York, Metropolitan Museum of Art)

A partire dai primi decenni del Novecento l'arte naïf conobbe un notevole sviluppo e una certa popolarità. In Germania, il critico Wilhelm Uhde valorizzò l'opera della pittrice Séraphine de Senlis. In Francia, lo scrittore George Courteline espose nel 1927 a Parigi la sua collezione di dipinti naïf, definendola «Musée du Labeur Ingénu» e riscattandola dall'appellativo di «museo degli orrori» affibbiatole nel 1900 dalla rivista Cocorico; la collezione di Uhde venne donata al Museo d'arte moderna di Parigi, mentre riscossero successo pittori quali Louis Vivin, Camille Bamboise e André Bauchant. L'istituzione nel 1966 della Triennale d'arte naïf a Bratislava contribuì al fiorire del genere nell'Europa dell'Est e in particolare in Jugoslavia, dove fu protagonista Ivan Generalić, che ebbe il merito di diffondere la tecnica della pittura su vetro. Diverse mostre esportarono il genere in vari Paesi, fra cui gli Stati Uniti con Grandma Moses e l'Italia, dove si distinsero in particolare Orneore Metelli, Ezechiele Leandro, Antonio Ligabue e Dino Pasotti.
Tuttavia, l'avvento del professionismo tra gli artisti naïf e l'inevitabile influenza del mercato dell'arte e delle gallerie finirono con il pregiudicare le caratteristiche che furono alla base dell'iniziale successo, ossia la spontaneità e l'ingenuità.

## La scultura e l'architetturanaïf

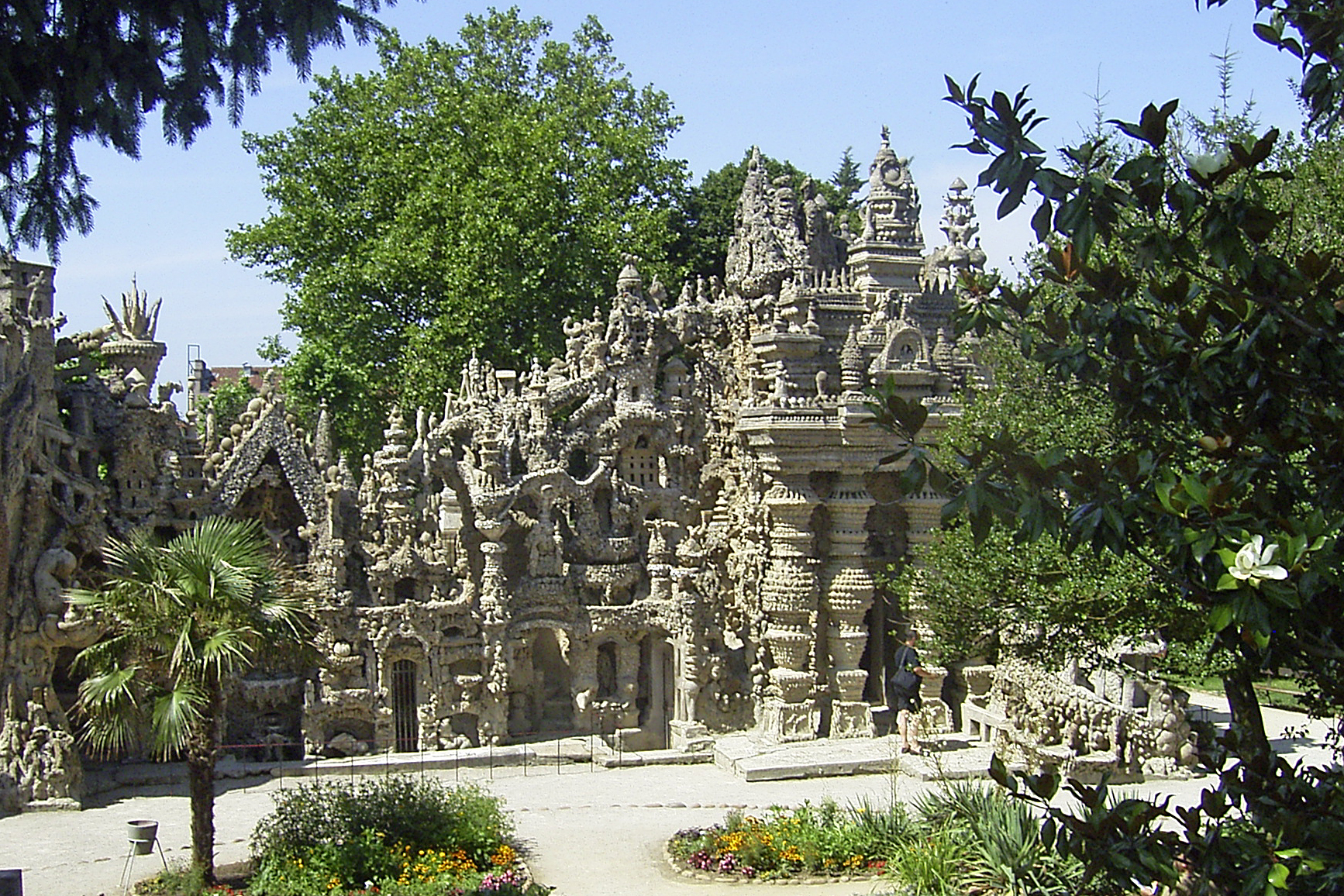
Il Palazzo Cheval (Francia, Hauterives)

Per quanto fosse un genere prevalentemente pittorico, in spirito naïf furono realizzati notevoli
opere scultoree, come le composizioni del minatore tedesco Erich Bödeker, o addirittura architettoniche, come il Palais idéal, costruito in più di trent'anni da Ferdinand Cheval, di professione postino, in Francia.